# Privat-Livemont

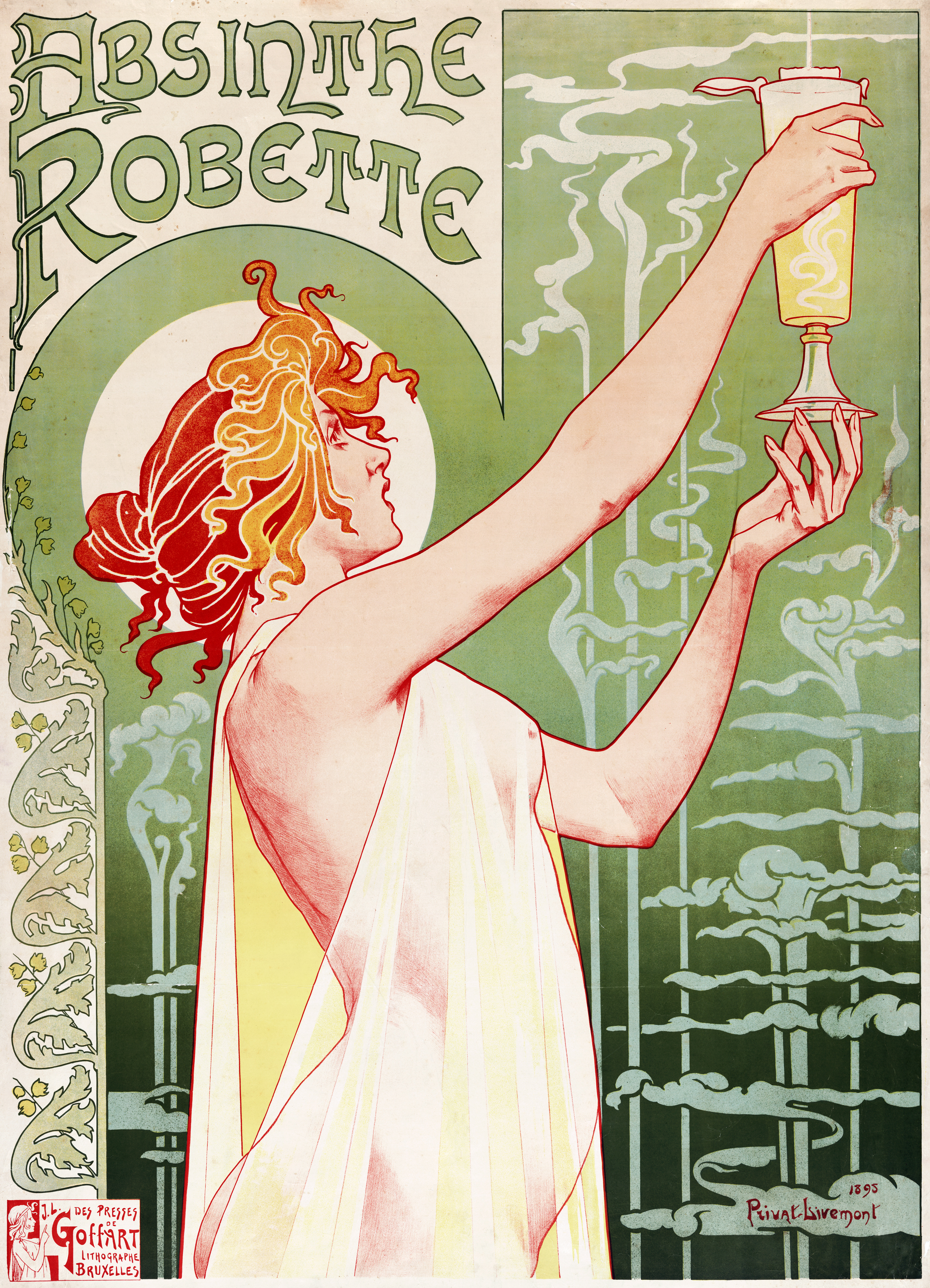
Privat Livemont is best bekend voor de affiche Absinthe Robette.

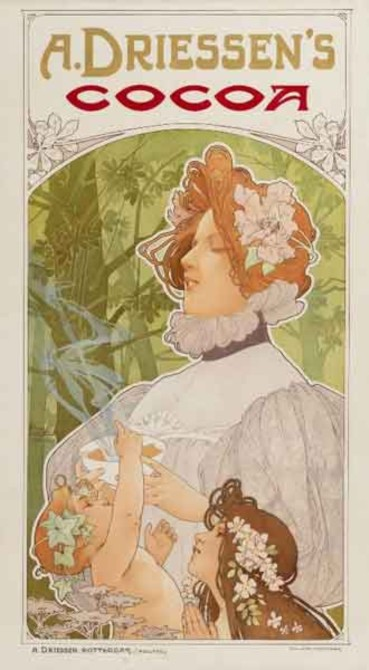
Affiche voor A. Driessen Chocoladefabriek

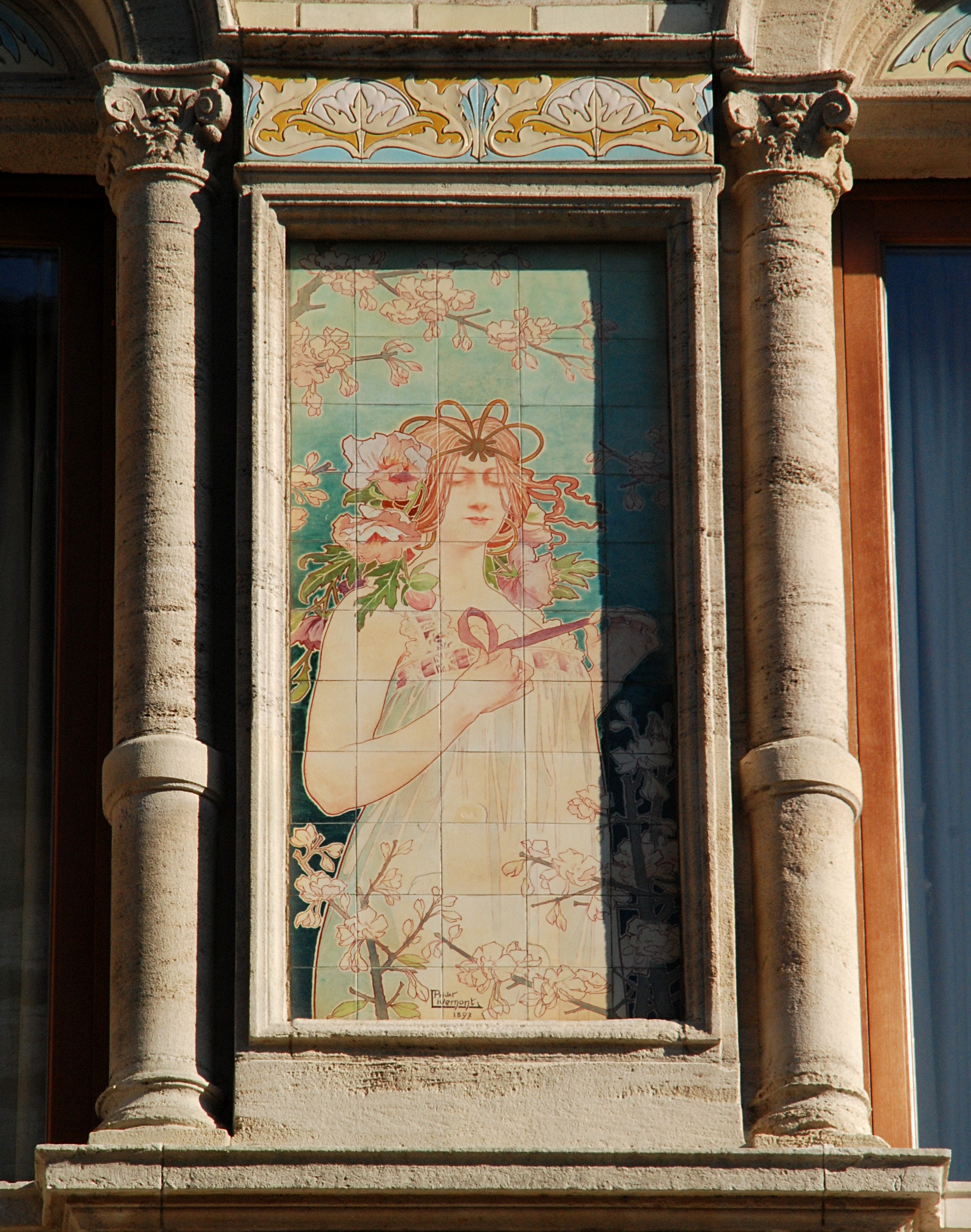
Faience op het Grande Maison de Blanc

Affiche 'Bitter Oriental' van Privat Livemont voor stokerij De Schoonen, Brussel, 1897, collectie Jenevermuseum Hasselt.

Privat Antoine Théodore Livemont (alias Privat-Livemont) (Schaarbeek, 1861 - 1936) was een Brussels art-nouveau-schilder-decorateur die vooral bekendheid geniet om zijn affiches, maar ook verantwoordelijk is voor heel wat van de sgraffiti op Brusselse art-nouveau-huizen.

## Biografie
Privat Livemont was de zoon van een naar Brussel geëmigreerde kolenhandelaar-kroegbaas en een Henegouwse huishoudster. Over zijn voornaam bestaat enige onduidelijkheid: er wordt naar hem verwezen als Henri, Henry, Georges en T. Zijn identiteitskaart uit 1924 vermeldt Privat A. Th. als voornamen.
- ????: studeert aan de École des arts decoratives in Sint-Joost-ten-Node (o.a. onder Louis Hendrickx) en wint een studiebeurs om in Parijs verder te studeren.
- 1883-1889: werkte en studeerde in Parijs voor de studio's van Lemaire, Lavastre & Duvignaud, voornamelijk als decoratieschilder, waar hij onder andere assisteert bij de renovatie van het Hôtel de Ville. Hij trouwt er met de Franse Madelon.
- 1889: Bij zijn terugkeer uit Parijs doet hij in een bevlieging mee aan een affichewedstrijd, voor een lokale groep van kunstliefhebbers, die hij won. Hij wordt ook tekenaar een vervolgens correspondent voor Le Monde Illustré. Nadien werkt hij voor de radicale krant La Réforme.
- 1891-1935: leraar dessin, ornement et figure in de nieuwe École industrielle de Schaerbeek
- 1904: Zijn huwelijk loopt op de klippen na een verhouding met een model.
- 1936: Privat Livemont overlijdt.
- 1943: Zijn zoon Franz overlijdt en de collectie doeken en affiches raakt snel opgesplitst

## Werk

### Affiches

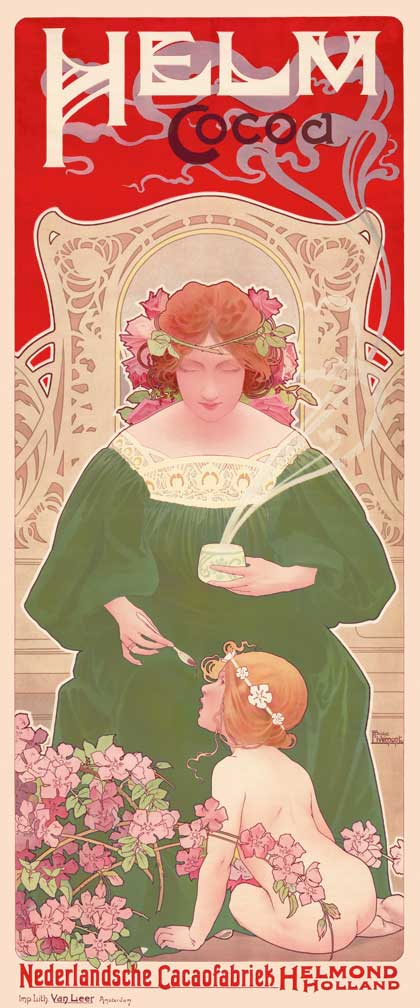
Affiche: Nederlandsche Cacaofabriek Helmond (1899)

Volgens sommigen is zijn werk geïnspireerd door tijdgenoot Alfons Mucha die vanaf 1887 ook in Parijs verbleef. Een leerling van Mucha kan hij nooit geweest zijn omdat er werken van Privat-Livemont zijn, vijf jaar ouder dan de eerste affiche van Mucha. Wel hadden beiden drang naar het idealiseren van de vrouw, precieuze tekenstijl en blonken ze uit in de decoratieve stijl. De stijl van Privat-Livemont gebruikte echter veel levendige kleuren.
De volgende lithografieën zijn gekend en bewaard gebleven. Van heel wat werken zijn er verschillende prints gemaakt op verschillende ondergrond.
- 1895 Casino de Cabourg (voor de Chemin de fer de l'ouest)
- 1896 Beroemde poster voor Absinthe Robette
- 1897 Cercle artistique de Schaerbeek
- 1899 Nederlandsche Cacaofabriek Helmond
- 1900 Tropon Chocolat-Cocoa
- 1903 Automobile club de France (verschillende werken)
- Cafes Torrefies
- Chocolade Delacre: zijn ontwerp voor Charles Delacre van een schilderende vrouw zou nog een eeuw op de koekentrommels prijken.
- J.C. Boldoot, Eau de Cologne Parfumerie, Amsterdam
- Manufacture Royale
- Van Houten's Cacao (Bestaat in 2 versies: een met Nederlandstalige opschriften en een met Franstalige)
- Becauer
- Le bec Liais
- Bitter Oriental
- Rajah
- Bols

### Tijdschriftillustraties

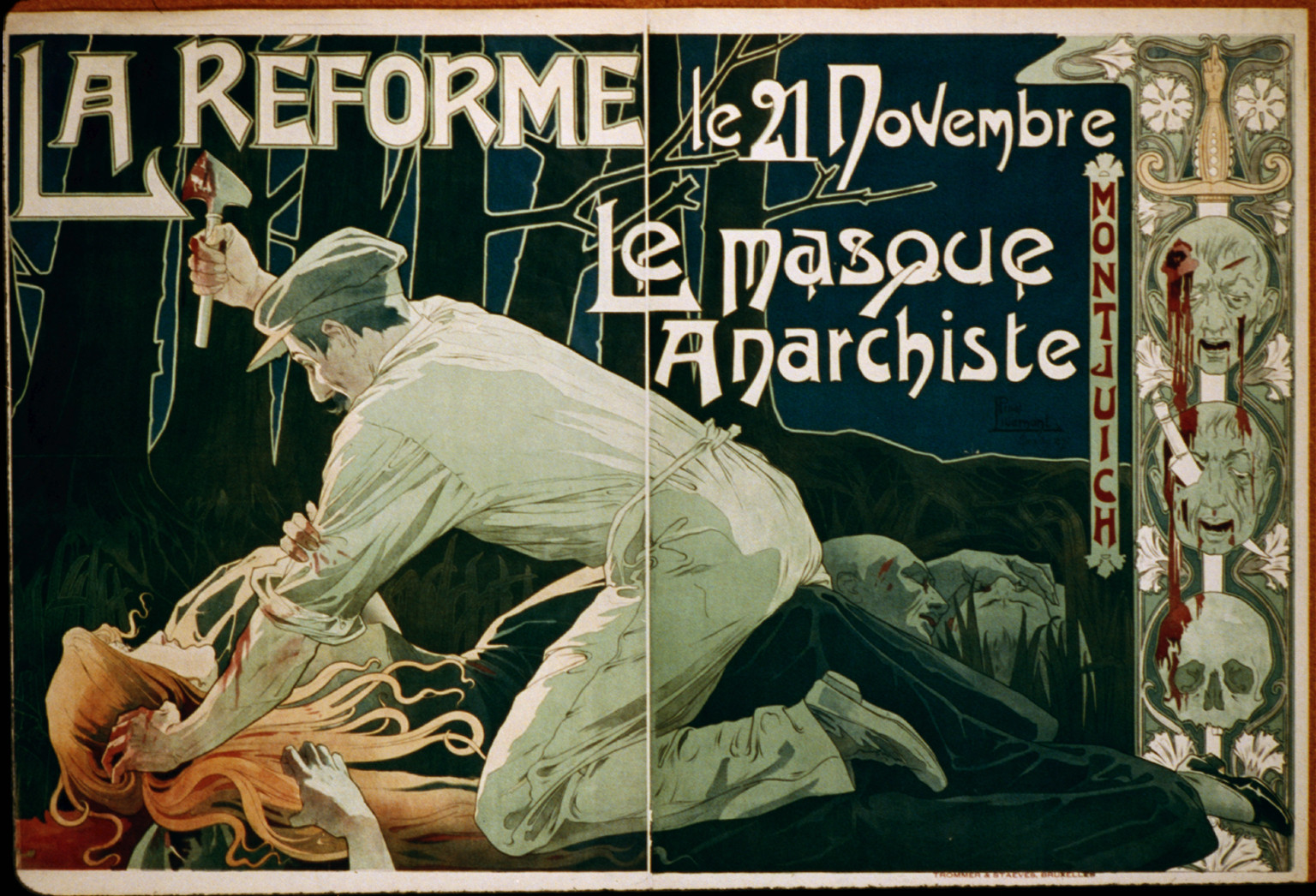
La Réforme, 21 November 1897

- Begrafenis van prins Boudewijn (Le Monde Illustré, januari 1891)
- Socialistische betoging en toespraak door Jean Volders (Le Monde Illustré, 23 mei 1891)
- Charge van de gendarmes voor het volkshuis (Le Monde Illustré, april 1893)
- Arbeider met bijl en vrouwenlijk (La réforme, 1897)

### Lithografieën
- 1900 Palais de la Femme
- 1901 Sculpter de Femme
- 1901 Peintre de Femme
- 1902 Michiels Frères

### Sgraffiti
In 1900 realiseerde Privat Livemont zijn eerste sgraffito. Later zal hij voor zijn sgraffiti verschillende prijzen krijgen. Privat Livemont werkte onder andere samen met architecten Alban Chambon, Paul Saintenoy, Joseph Diongre, Franz Hemelsoet en Henri Jacobs
- 1908 Woonhuis, Ernest Laudestraat 20, Schaarbeek
- 1912 Woonhuis, Sleekxlaan 76, Schaarbeek
- 1912 Woonhuizen, Giraudlaan 9, 11, 13, Schaarbeek
- Gemeenteschool nr 1, Josaphastraat 229-281, Bijenkorfstraat 30, Schaarbeek

### Schilderijen
- La belle et la satyre (olieverf op doek)
- Nu de dos (olieverf op paneel)

### Ingekleurde foto's
- 1917 Portrait de Lucie

### Ontwerpen voor glasramen

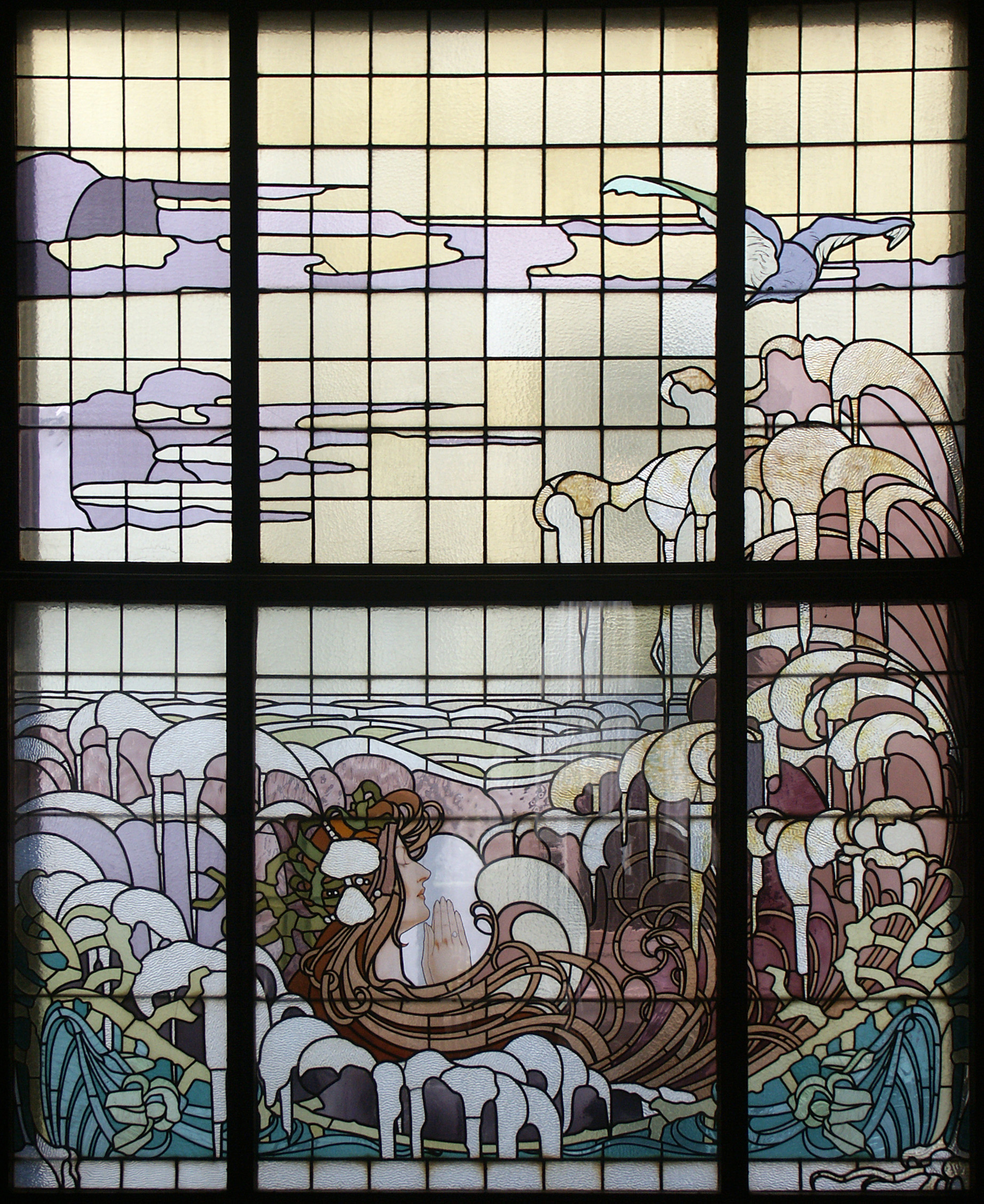
Glasraam uit het grote salon van het Hotel Saintenoy

- 1896 Glasramen in de ambtswoning van de gouverneur van Limburg naast het Voormalig provincieraadsgebouw
- 1897 Glasraam in het salon en in de trappenhal van het Hotel Saintenoy

### Andere werken
- 1852 Decoraties voor het Casino-Kursaal van Oostende
- 1896 Tekening voor decoratieve ceramische tegels voor de voorgevel van La Grande Maison de Blanc, een grote stoffenwinkel in Brussel, Kiekemarkt 32-34
- 1905 Decoraties voor het Theater van Oostende
- Decoraties in het Hôtel de Ville van Parijs, samen met Lemaire
- Versieringen in het Théâtre Français in Parijs samen met Lavastre